# Effectif des équipes au Championnat d'Europe de football 2000
Cette page contient la liste de toutes les équipes et de leurs joueurs ayant participé au championnat d'Europe de football 2000. Les âges et le nombre de sélections des footballeurs sont ceux au début de la compétition.

## Effectifs des participants

### Allemagne
Sélectionneur : Erich Ribbeck
| No. | Pos.      | Joueur            | Date de naissance et âge | Sélec. | Club              |
| --- | --------- | ----------------- | ------------------------ | ------ | ----------------- |
| 1   | Gardien   | Oliver Kahn       | 15 juin 1969             | 23     | Bayern de Munich  |
| 2   | Défenseur | Markus Babbel     | 8 septembre 1972         | 49     | Bayern de Munich  |
| 3   | Défenseur | Marko Rehmer      | 29 avril 1972            | 11     | Hertha Berlin     |
| 4   | Défenseur | Thomas Linke      | 26 décembre 1969         | 15     | Bayern de Munich  |
| 5   | Milieu    | Marco Bode        | 23 juillet 1969          | 20     | Werder Brême      |
| 6   | Défenseur | Jens Nowotny      | 11 janvier 1974          | 19     | Bayer Leverkusen  |
| 7   | Milieu    | Mehmet Scholl     | 16 octobre 1970          | 26     | Bayern de Munich  |
| 8   | Milieu    | Thomas Häßler     | 30 mai 1966              | 99     | Munich 1860       |
| 9   | Attaquant | Ulf Kirsten       | 4 décembre 1965          | 49     | Bayer Leverkusen  |
| 10  | Défenseur | Lothar Matthäus   | 21 mars 1961             | 147    | MetroStars        |
| 11  | Attaquant | Paulo Rink        | 12 février 1973          | 8      | Bayer Leverkusen  |
| 12  | Gardien   | Jens Lehmann      | 10 novembre 1969         | 12     | Borussia Dortmund |
| 13  | Milieu    | Michael Ballack   | 26 septembre 1976        | 6      | Bayer Leverkusen  |
| 14  | Milieu    | Dietmar Hamann    | 27 août 1973             | 24     | Liverpool         |
| 15  | Milieu    | Dariusz Wosz      | 8 juin 1969              | 15     | Hertha Berlin     |
| 16  | Milieu    | Jens Jeremies     | 5 mars 1974              | 23     | Bayern de Munich  |
| 17  | Milieu    | Christian Ziege   | 1er février 1972         | 50     | Middlesbrough     |
| 18  | Milieu    | Sebastian Deisler | 5 janvier 1980           | 2      | Hertha Berlin     |
| 19  | Attaquant | Carsten Jancker   | 28 août 1974             | 7      | Bayern de Munich  |
| 20  | Attaquant | Oliver Bierhoff   | 1er mai 1968             | 49     | AC Milan          |
| 21  | Milieu    | Carsten Ramelow   | 20 mars 1974             | 9      | Bayer Leverkusen  |
| 22  | Gardien   | Hans-Jörg Butt    | 28 mai 1974              | 1      | Hambourg SV       |

### Angleterre
Sélectionneur : Kevin Keegan
| No. | Pos.      | Joueur           | Date de naissance et âge | Sélec. | Club              |
| --- | --------- | ---------------- | ------------------------ | ------ | ----------------- |
| 1   | Gardien   | David Seaman     | 19 septembre 1963        | 57     | Arsenal           |
| 2   | Défenseur | Gary Neville     | 18 février 1975          | 38     | Manchester United |
| 3   | Milieu    | Phil Neville     | 21 janvier 1977          | 25     | Manchester United |
| 4   | Défenseur | Sol Campbell     | 18 septembre 1974        | 32     | Tottenham         |
| 5   | Défenseur | Tony Adams       | 10 octobre 1966          | 62     | Arsenal           |
| 6   | Défenseur | Martin Keown     | 24 juillet 1966          | 30     | Arsenal           |
| 7   | Milieu    | David Beckham    | 2 mai 1975               | 30     | Manchester United |
| 8   | Milieu    | Paul Scholes     | 16 novembre 1974         | 22     | Manchester United |
| 9   | Attaquant | Alan Shearer     | 13 août 1970             | 59     | Newcastle         |
| 10  | Attaquant | Michael Owen     | 14 décembre 1979         | 19     | Liverpool         |
| 11  | Milieu    | Steve McManaman  | 11 février 1972          | 27     | Real de Madrid    |
| 12  | Défenseur | Gareth Southgate | 3 septembre 1970         | 35     | Middlesbrough     |
| 13  | Gardien   | Nigel Martyn     | 11 août 1966             | 11     | Leeds             |
| 14  | Milieu    | Paul Ince        | 21 octobre 1967          | 50     | Middlesbrough     |
| 15  | Défenseur | Gareth Barry     | 23 février 1981          | 2      | Aston Villa       |
| 16  | Attaquant | Steven Gerrard   | 30 mai 1980              | 1      | Liverpool         |
| 17  | Milieu    | Dennis Wise      | 15 décembre 1966         | 16     | Chelsea           |
| 18  | Milieu    | Nick Barmby      | 11 février 1974          | 13     | Everton           |
| 19  | Attaquant | Emile Heskey     | 11 janvier 1978          | 7      | Liverpool         |
| 20  | Attaquant | Kevin Phillips   | 25 juillet 1973          | 5      | Sunderland        |
| 21  | Attaquant | Robbie Fowler    | 9 avril 1975             | 14     | Liverpool         |
| 22  | Gardien   | Richard Wright   | 5 novembre 1977          | 1      | Ipswich Town      |

### Belgique
Sélectionneur : Robert Waseige
| No. | Pos.      | Joueur              | Date de naissance et âge | Sélec. | Club                 |
| --- | --------- | ------------------- | ------------------------ | ------ | -------------------- |
| 1   | Gardien   | Filip De Wilde      | 5 juillet 1964           | 31     | Anderlecht           |
| 2   | Défenseur | Eric Deflandre      | 2 août 1973              | 22     | Club Bruges          |
| 3   | Défenseur | Joos Valgaeren      | 3 mars 1976              | 4      | Roda JC              |
| 4   | Défenseur | Lorenzo Staelens    | 30 avril 1964            | 69     | Anderlecht           |
| 5   | Milieu    | Philippe Clement    | 22 mars 1974             | 11     | Club Bruges          |
| 6   | Milieu    | Yves Vanderhaeghe   | 30 janvier 1970          | 13     | Excelsior Mouscron   |
| 7   | Milieu    | Marc Wilmots        | 22 février 1969          | 47     | Schalke 04           |
| 8   | Milieu    | Bart Goor           | 9 avril 1973             | 17     | Anderlecht           |
| 9   | Attaquant | Émile Mpenza        | 4 juillet 1978           | 23     | Schalke 04           |
| 10  | Attaquant | Branko Strupar      | 9 février 1970           | 9      | Derby County         |
| 11  | Attaquant | Gert Verheyen       | 20 septembre 1970        | 30     | Club Bruges          |
| 12  | Gardien   | Geert De Vlieger    | 16 octobre 1971          | 7      | Willem II            |
| 13  | Gardien   | Frédéric Herpoel    | 16 août 1974             | 1      | La Gantoise          |
| 14  | Milieu    | Johan Walem         | 1er février 1972         | 20     | AC Parme             |
| 15  | Défenseur | Jacky Peeters       | 13 décembre 1969         | 6      | Arminia Bielefeld    |
| 16  | Attaquant | Luc Nilis           | 25 mai 1967              | 54     | PSV Eindhoven        |
| 17  | Défenseur | Philippe Léonard    | 12 février 1974          | 18     | AS Monaco            |
| 18  | Milieu    | Nico Van Kerckhoven | 14 décembre 1970         | 24     | Schalke 04           |
| 19  | Défenseur | Eric Van Meir       | 28 février 1968          | 17     | Lierse SK            |
| 20  | Attaquant | Gilles De Bilde     | 9 juin 1971              | 22     | Sheffield Wednesday  |
| 21  | Attaquant | Mbo Mpenza          | 4 décembre 1976          | 18     | Sporting de Lisbonne |
| 22  | Défenseur | Marc Hendrikx       | 2 juillet 1974           | 8      | KRC Genk             |

### Danemark
Sélectionneur : Bo Johansson
| No. | Pos.      | Joueur              | Date de naissance et âge | Sélec. | Club                   |
| --- | --------- | ------------------- | ------------------------ | ------ | ---------------------- |
| 1   | Gardien   | Peter Schmeichel    | 18 novembre 1963         | 122    | Sporting de Lisbonne   |
| 2   | Milieu    | Michael Schjønberg  | 19 janvier 1967          | 42     | FC Kaiserslautern      |
| 3   | Défenseur | René Henriksen      | 27 août 1969             | 18     | Panathinaïkos          |
| 4   | Défenseur | Jes Høgh            | 7 mai 1966               | 57     | Chelsea                |
| 5   | Défenseur | Jan Heintze         | 17 août 1963             | 63     | PSV Eindhoven          |
| 6   | Défenseur | Thomas Helveg       | 24 juin 1971             | 50     | AC Milan               |
| 7   | Milieu    | Allan Nielsen       | 13 mars 1971             | 34     | Tottenham              |
| 8   | Attaquant | Jesper Grønkjær     | 12 août 1977             | 10     | Ajax Amsterdam         |
| 9   | Attaquant | Jon Dahl Tomasson   | 29 août 1976             | 19     | Feyenoord Rotterdam    |
| 10  | Attaquant | Martin Jørgensen    | 6 octobre 1975           | 24     | Udinese                |
| 11  | Attaquant | Ebbe Sand           | 19 juillet 1972          | 25     | Schalke 04             |
| 12  | Défenseur | Søren Colding       | 2 septembre 1972         | 24     | Brøndby IF             |
| 13  | Défenseur | Martin Laursen      | 26 juillet 1977          | 3      | Hellas Vérone          |
| 14  | Milieu    | Brian Steen Nielsen | 28 décembre 1968         | 50     | AB Copenhague          |
| 15  | Milieu    | Stig Tøfting        | 14 août 1969             | 20     | MSV Duisbourg          |
| 16  | Gardien   | Thomas Sørensen     | 12 juin 1976             | 1      | Sunderland             |
| 17  | Milieu    | Bjarne Goldbæk      | 6 octobre 1968           | 23     | Fulham                 |
| 18  | Attaquant | Miklos Molnar       | 10 avril 1970            | 17     | Wizards de Kansas City |
| 19  | Milieu    | Morten Bisgaard     | 25 juin 1974             | 4      | Udinese                |
| 20  | Milieu    | Thomas Gravesen     | 11 mars 1976             | 7      | Hambourg SV            |
| 21  | Attaquant | Mikkel Beck         | 12 mai 1973              | 18     | AaB Ålborg             |
| 22  | Gardien   | Peter Kjær          | 5 novembre 1965          | 0      | Silkeborg IF           |

### Espagne
Sélectionneur : José Antonio Camacho
| No. | Pos.      | Joueur              | Date de naissance et âge | Sélec. | Club                 |
| --- | --------- | ------------------- | ------------------------ | ------ | -------------------- |
| 1   | Gardien   | Santiago Cañizares  | 18 décembre 1969         | 24     | Valence CF           |
| 2   | Défenseur | Míchel Salgado      | 22 octobre 1975          | 13     | Real de Madrid       |
| 3   | Défenseur | Agustín Aranzábal   | 15 mars 1973             | 18     | Real Sociedad        |
| 4   | Milieu    | Josep Guardiola     | 18 janvier 1971          | 35     | FC Barcelone         |
| 5   | Défenseur | Abelardo            | 19 avril 1970            | 43     | FC Barcelone         |
| 6   | Défenseur | Fernando Hierro     | 23 mars 1968             | 71     | Real de Madrid       |
| 7   | Milieu    | Iván Helguera       | 28 mars 1975             | 6      | Real de Madrid       |
| 8   | Milieu    | Fran                | 14 juillet 1969          | 10     | Deportivo La Corogne |
| 9   | Attaquant | Pedro Munitis       | 19 juin 1975             | 10     | Racing Santander     |
| 10  | Attaquant | Raúl                | 27 juin 1977             | 31     | Real de Madrid       |
| 11  | Attaquant | Alfonso             | 26 septembre 1972        | 32     | Betis Séville        |
| 12  | Défenseur | Sergi               | 28 décembre 1971         | 44     | FC Barcelone         |
| 13  | Gardien   | Iker Casillas       | 20 mai 1981              | 1      | Real de Madrid       |
| 14  | Milieu    | Gerard              | 12 mars 1979             | 0      | Valence CF           |
| 15  | Milieu    | Vicente Engonga     | 20 octobre 1965          | 13     | RCD Majorque         |
| 16  | Milieu    | Gaizka Mendieta     | 27 mars 1974             | 13     | Valence CF           |
| 17  | Attaquant | Joseba Etxeberría   | 5 septembre 1977         | 26     | Athletic Bilbao      |
| 18  | Défenseur | Paco                | 18 avril 1970            | 12     | Real Saragosse       |
| 19  | Défenseur | Juan Velasco        | 17 mai 1977              | 3      | Celta Vigo           |
| 20  | Attaquant | Ismael Urzaiz       | 7 octobre 1971           | 16     | Athletic Bilbao      |
| 21  | Milieu    | Juan Carlos Valerón | 17 juin 1975             | 9      | Atlético Madrid      |
| 22  | Gardien   | José Molina         | 8 août 1970              | 8      | Atlético Madrid      |

### France
Sélectionneur : Roger Lemerre
| No. | Pos.      | Joueur             | Date de naissance et âge | Sélec. | Club                   |
| --- | --------- | ------------------ | ------------------------ | ------ | ---------------------- |
| 1   | Gardien   | Bernard Lama       | 7 avril 1963             | 42     | Paris SG               |
| 2   | Défenseur | Vincent Candela    | 24 octobre 1973          | 21     | AS Rome                |
| 3   | Défenseur | Bixente Lizarazu   | 9 décembre 1969          | 55     | Bayern de Munich       |
| 4   | Milieu    | Patrick Vieira     | 23 juin 1976             | 25     | Arsenal                |
| 5   | Défenseur | Laurent Blanc      | 19 novembre 1965         | 91     | Inter de Milan         |
| 6   | Milieu    | Youri Djorkaeff    | 9 mars 1968              | 63     | FC Kaiserslautern      |
| 7   | Milieu    | Didier Deschamps   | 15 octobre 1968          | 96     | Chelsea                |
| 8   | Défenseur | Marcel Desailly    | 7 septembre 1968         | 67     | Chelsea                |
| 9   | Attaquant | Nicolas Anelka     | 14 mars 1979             | 12     | Real de Madrid         |
| 10  | Milieu    | Zinédine Zidane    | 23 juin 1972             | 55     | Juventus               |
| 11  | Milieu    | Robert Pirès       | 29 octobre 1973          | 35     | Olympique de Marseille |
| 12  | Attaquant | Thierry Henry      | 17 août 1977             | 17     | Arsenal                |
| 13  | Milieu    | Sylvain Wiltord    | 10 mai 1974              | 14     | Girondins de Bordeaux  |
| 14  | Milieu    | Johan Micoud       | 24 juillet 1973          | 6      | Girondins de Bordeaux  |
| 15  | Défenseur | Lilian Thuram      | 1er janvier 1972         | 58     | AC Parme               |
| 16  | Gardien   | Fabien Barthez     | 28 juin 1971             | 34     | Manchester United      |
| 17  | Milieu    | Emmanuel Petit     | 22 septembre 1970        | 39     | Arsenal                |
| 18  | Défenseur | Frank Lebœuf       | 22 janvier 1968          | 29     | Chelsea                |
| 19  | Milieu    | Christian Karembeu | 3 décembre 1970          | 43     | Real de Madrid         |
| 20  | Attaquant | David Trezeguet    | 15 octobre 1977          | 18     | AS Monaco              |
| 21  | Attaquant | Christophe Dugarry | 24 mars 1972             | 39     | Girondins de Bordeaux  |
| 22  | Gardien   | Ulrich Ramé        | 19 septembre 1972        | 2      | Girondins de Bordeaux  |

### Italie
Sélectionneur : Dino Zoff
| No. | Pos.      | Joueur               | Date de naissance et âge | Sélec. | Club           |
| --- | --------- | -------------------- | ------------------------ | ------ | -------------- |
| 1   | Gardien   | Christian Abbiati    | 8 juillet 1977           | 0      | AC Milan       |
| 2   | Défenseur | Ciro Ferrara         | 11 février 1967          | 48     | Juventus       |
| 3   | Défenseur | Paolo Maldini        | 26 juin 1968             | 105    | AC Milan       |
| 4   | Milieu    | Demetrio Albertini   | 23 août 1971             | 67     | AC Milan       |
| 5   | Défenseur | Fabio Cannavaro      | 13 septembre 1973        | 35     | AC Parme       |
| 6   | Défenseur | Paolo Negro          | 16 avril 1972            | 7      | Lazio de Rome  |
| 7   | Milieu    | Angelo Di Livio      | 26 juillet 1966          | 27     | Fiorentina     |
| 8   | Milieu    | Antonio Conte        | 31 juillet 1969          | 17     | Juventus       |
| 9   | Attaquant | Filippo Inzaghi      | 9 août 1973              | 21     | Juventus       |
| 10  | Attaquant | Alessandro Del Piero | 9 novembre 1974          | 30     | Juventus       |
| 11  | Défenseur | Gianluca Pessotto    | 11 août 1970             | 15     | Juventus       |
| 12  | Gardien   | Francesco Toldo      | 2 décembre 1971          | 8      | Fiorentina     |
| 13  | Défenseur | Alessandro Nesta     | 19 mars 1976             | 25     | Lazio de Rome  |
| 14  | Milieu    | Luigi Di Biagio      | 3 juin 1971              | 15     | Inter de Milan |
| 15  | Défenseur | Mark Iuliano         | 12 août 1973             | 5      | Juventus       |
| 16  | Milieu    | Massimo Ambrosini    | 29 mai 1977              | 5      | AC Milan       |
| 17  | Milieu    | Gianluca Zambrotta   | 19 février 1977          | 6      | Juventus       |
| 18  | Milieu    | Stefano Fiore        | 17 avril 1975            | 4      | Udinese        |
| 19  | Attaquant | Vincenzo Montella    | 18 juin 1974             | 4      | AS Rome        |
| 20  | Attaquant | Francesco Totti      | 27 septembre 1976        | 13     | AS Rome        |
| 21  | Attaquant | Marco Delvecchio     | 7 avril 1973             | 4      | AS Rome        |
| 22  | Gardien   | Francesco Antonioli  | 14 septembre 1969        | 0      | AS Rome        |

### Norvège
Sélectionneur : Nils Johan Semb
| No. | Pos.      | Joueur              | Date de naissance et âge | Sélec. | Club              |
| --- | --------- | ------------------- | ------------------------ | ------ | ----------------- |
| 1   | Gardien   | Thomas Myhre        | 16 octobre 1973          | 10     | Everton           |
| 2   | Défenseur | André Bergdølmo     | 13 octobre 1971          | 24     | Rosenborg         |
| 3   | Défenseur | Bjørn Otto Bragstad | 5 janvier 1971           | 11     | Rosenborg         |
| 4   | Défenseur | Henning Berg        | 1er septembre 1969       | 70     | Manchester United |
| 5   | Défenseur | Trond Andersen      | 6 janvier 1975           | 8      | Wimbledon         |
| 6   | Milieu    | Roar Strand         | 2 février 1970           | 23     | Rosenborg         |
| 7   | Milieu    | Erik Mykland        | 21 juillet 1971          | 72     | Panathinaïkos     |
| 8   | Milieu    | Ståle Solbakken     | 27 février 1968          | 57     | AaB Ålborg        |
| 9   | Attaquant | Tore André Flo      | 15 juin 1973             | 48     | Chelsea           |
| 10  | Milieu    | Kjetil Rekdal       | 6 novembre 1968          | 83     | Vålerenga         |
| 11  | Milieu    | Bent Skammelsrud    | 18 mai 1966              | 35     | Rosenborg         |
| 12  | Gardien   | Frode Olsen         | 12 octobre 1967          | 14     | Séville FC        |
| 13  | Gardien   | Morten Bakke        | 16 décembre 1968         | 1      | Molde FK          |
| 14  | Défenseur | Vegard Heggem       | 13 juillet 1975          | 18     | Liverpool         |
| 15  | Milieu    | John Arne Riise     | 24 septembre 1980        | 5      | AS Monaco         |
| 16  | Défenseur | Dan Eggen           | 13 janvier 1970          | 17     | Deportivo Alavés  |
| 17  | Attaquant | John Carew          | 5 septembre 1979         | 12     | Rosenborg         |
| 18  | Attaquant | Steffen Iversen     | 10 novembre 1976         | 15     | Tottenham         |
| 19  | Milieu    | Eirik Bakke         | 13 septembre 1977        | 5      | Leeds             |
| 20  | Attaquant | Ole Gunnar Solskjær | 26 février 1973          | 30     | Manchester United |
| 21  | Milieu    | Vidar Riseth        | 21 avril 1972            | 25     | Celtic Glasgow    |
| 22  | Défenseur | Stig Inge Bjørnebye | 11 décembre 1969         | 71     | Liverpool         |

### Pays-Bas
Sélectionneur : Frank Rijkaard
| No. | Pos.      | Joueur                   | Date de naissance et âge | Sélec. | Club                 |
| --- | --------- | ------------------------ | ------------------------ | ------ | -------------------- |
| 1   | Gardien   | Edwin van der Sar        | 29 octobre 1970          | 48     | Juventus             |
| 2   | Défenseur | Michael Reiziger         | 3 mai 1973               | 41     | FC Barcelone         |
| 3   | Défenseur | Jaap Stam                | 17 juillet 1972          | 33     | Manchester United    |
| 4   | Défenseur | Frank de Boer            | 15 mai 1970              | 77     | FC Barcelone         |
| 5   | Milieu    | Boudewijn Zenden         | 15 août 1976             | 22     | FC Barcelone         |
| 6   | Milieu    | Clarence Seedorf         | 1er avril 1976           | 49     | Inter de Milan       |
| 7   | Milieu    | Phillip Cocu             | 29 octobre 1970          | 42     | FC Barcelone         |
| 8   | Milieu    | Edgar Davids             | 13 mars 1973             | 30     | Juventus             |
| 9   | Attaquant | Patrick Kluivert         | 1er juillet 1976         | 42     | FC Barcelone         |
| 10  | Attaquant | Dennis Bergkamp          | 10 mai 1969              | 75     | Arsenal              |
| 11  | Milieu    | Marc Overmars            | 29 mars 1973             | 56     | Arsenal              |
| 12  | Défenseur | Giovanni van Bronckhorst | 5 février 1975           | 17     | Glasgow Rangers      |
| 13  | Défenseur | Bert Konterman           | 14 janvier 1971          | 10     | Feyenoord Rotterdam  |
| 14  | Attaquant | Peter van Vossen         | 21 avril 1968            | 29     | Feyenoord Rotterdam  |
| 15  | Milieu    | Paul Bosvelt             | 26 mars 1970             | 3      | Feyenoord Rotterdam  |
| 16  | Milieu    | Ronald de Boer           | 15 mai 1970              | 59     | FC Barcelone         |
| 17  | Attaquant | Pierre van Hooijdonk     | 29 novembre 1969         | 20     | Vitesse Arnhem       |
| 18  | Gardien   | Ed de Goey               | 20 décembre 1966         | 31     | Chelsea              |
| 19  | Défenseur | Arthur Numan             | 14 décembre 1969         | 38     | Glasgow Rangers      |
| 20  | Milieu    | Aron Winter              | 1er mars 1967            | 81     | Ajax Amsterdam       |
| 21  | Attaquant | Roy Makaay               | 9 mars 1975              | 3      | Deportivo La Corogne |
| 22  | Gardien   | Sander Westerveld        | 23 octobre 1974          | 2      | Liverpool            |

### Portugal
Sélectionneur : Humberto Coelho
| No. | Pos.      | Joueur            | Date de naissance et âge | Sélec. | Club                 |
| --- | --------- | ----------------- | ------------------------ | ------ | -------------------- |
| 1   | Gardien   | Vítor Baía        | 15 octobre 1969          | 69     | FC Porto             |
| 2   | Défenseur | Jorge Costa       | 4 octobre 1971           | 25     | FC Porto             |
| 3   | Défenseur | Rui Jorge         | 27 mars 1973             | 3      | Sporting Portugal    |
| 4   | Milieu    | José Luís Vidigal | 15 mars 1973             | 3      | Sporting Portugal    |
| 5   | Défenseur | Fernando Couto    | 2 août 1969              | 62     | Lazio de Rome        |
| 6   | Milieu    | Paulo Sousa       | 30 août 1970             | 43     | AC Parme             |
| 7   | Milieu    | Luís Figo         | 4 novembre 1972          | 59     | FC Barcelone         |
| 8   | Attaquant | João Pinto        | 19 août 1971             | 56     | Benfica Lisbonne     |
| 9   | Attaquant | Ricardo Sá Pinto  | 10 octobre 1972          | 36     | Real Sociedad        |
| 10  | Milieu    | Rui Costa         | 29 mars 1972             | 50     | Fiorentina           |
| 11  | Milieu    | Sérgio Conceição  | 15 novembre 1974         | 22     | Lazio de Rome        |
| 12  | Gardien   | Pedro Espinha     | 25 septembre 1965        | 3      | Vitória Guimarães    |
| 13  | Défenseur | Dimas Teixeira    | 16 février 1969          | 33     | Standard de Liège    |
| 14  | Défenseur | Abel Xavier       | 30 novembre 1972         | 13     | Everton              |
| 15  | Milieu    | Costinha          | 1er décembre 1974        | 3      | AS Monaco            |
| 16  | Défenseur | Beto              | 3 mai 1976               | 4      | Sporting Portugal    |
| 17  | Milieu    | Paulo Bento       | 26 juin 1969             | 20     | Real Oviedo          |
| 18  | Attaquant | Pauleta           | 28 avril 1973            | 13     | Deportivo La Corogne |
| 19  | Milieu    | Nuno Capucho      | 21 février 1972          | 12     | FC Porto             |
| 20  | Défenseur | Carlos Secretário | 12 mai 1970              | 28     | FC Porto             |
| 21  | Attaquant | Nuno Gomes        | 5 juillet 1976           | 10     | Benfica Lisbonne     |
| 22  | Gardien   | Quim              | 13 novembre 1975         | 2      | SC Braga             |

### République fédérale de Yougoslavie
Sélectionneur : Vujadin Boškov
| No. | Pos.      | Joueur               | Date de naissance et âge | Sélec. | Club                     |
| --- | --------- | -------------------- | ------------------------ | ------ | ------------------------ |
| 1   | Gardien   | Milorad Korać        | 10 mars 1969             | 0      | Obilić Belgrade          |
| 2   | Défenseur | Ivan Dudić           | 13 février 1977          | 3      | Étoile rouge de Belgrade |
| 3   | Défenseur | Goran Đorović        | 11 novembre 1971         | 42     | Celta Vigo               |
| 4   | Milieu    | Slaviša Jokanović    | 16 août 1968             | 52     | Deportivo La Corogne     |
| 5   | Défenseur | Miroslav Đukić       | 19 février 1966          | 37     | Valence CF               |
| 6   | Milieu    | Dejan Stanković      | 11 septembre 1978        | 20     | Lazio de Rome            |
| 7   | Milieu    | Vladimir Jugović     | 30 août 1969             | 34     | Inter de Milan           |
| 8   | Attaquant | Predrag Mijatović    | 19 janvier 1969          | 49     | Fiorentina               |
| 9   | Attaquant | Savo Milošević       | 2 septembre 1973         | 44     | Real Saragosse           |
| 10  | Milieu    | Dragan Stojković     | 3 mars 1965              | 78     | Nagoya Grampus           |
| 11  | Défenseur | Siniša Mihajlović    | 20 février 1969          | 44     | Lazio de Rome            |
| 12  | Gardien   | Željko Cicović       | 2 septembre 1970         | 3      | UD Las Palmas            |
| 13  | Défenseur | Slobodan Komljenović | 2 janvier 1971           | 18     | FC Kaiserslautern        |
| 14  | Défenseur | Niša Saveljić        | 27 mars 1970             | 28     | Girondins de Bordeaux    |
| 15  | Milieu    | Goran Bunjevčević    | 17 février 1973          | 5      | Étoile rouge de Belgrade |
| 16  | Milieu    | Dejan Govedarica     | 2 octobre 1969           | 26     | RKC Waalwijk             |
| 17  | Attaquant | Ljubinko Drulović    | 11 septembre 1968        | 27     | FC Porto                 |
| 18  | Attaquant | Darko Kovačević      | 18 novembre 1973         | 35     | Juventus                 |
| 19  | Milieu    | Jovan Stanković      | 4 mars 1971              | 7      | RCD Majorque             |
| 20  | Attaquant | Mateja Kežman        | 12 avril 1979            | 3      | Partizan Belgrade        |
| 21  | Milieu    | Albert Nađ           | 29 octobre 1974          | 33     | Real Oviedo              |
| 22  | Gardien   | Ivica Kralj          | 26 mars 1973             | 33     | PSV Eindhoven            |

### République tchèque
Sélectionneur : Jozef Chovanec
| No. | Pos.      | Joueur            | Date de naissance et âge | Sélec. | Club                |
| --- | --------- | ----------------- | ------------------------ | ------ | ------------------- |
| 1   | Gardien   | Pavel Srníček     | 10 mars 1968             | 32     | Sheffield Wednesday |
| 2   | Défenseur | Tomáš Řepka       | 2 janvier 1974           | 37     | Fiorentina          |
| 3   | Milieu    | Radoslav Látal    | 6 janvier 1970           | 55     | Schalke 04          |
| 4   | Milieu    | Pavel Nedvěd      | 30 août 1972             | 44     | Lazio de Rome       |
| 5   | Défenseur | Milan Fukal       | 16 mai 1975              | 4      | Sparta Prague       |
| 6   | Milieu    | Petr Vlček        | 18 octobre 1973          | 15     | Slavia Prague       |
| 7   | Milieu    | Jiří Němec        | 15 mai 1966              | 80     | Schalke 04          |
| 8   | Milieu    | Karel Poborský    | 30 mars 1972             | 56     | Benfica Lisbonne    |
| 9   | Attaquant | Pavel Kuka        | 19 juillet 1968          | 77     | VfB Stuttgart       |
| 10  | Attaquant | Jan Koller        | 30 mars 1973             | 15     | Anderlecht          |
| 11  | Milieu    | Tomáš Rosický     | 4 octobre 1980           | 2      | Sparta Prague       |
| 12  | Attaquant | Vratislav Lokvenc | 27 septembre 1973        | 30     | Sparta Prague       |
| 13  | Milieu    | Radek Bejbl       | 29 août 1972             | 48     | Atlético Madrid     |
| 14  | Milieu    | Pavel Horváth     | 22 avril 1975            | 8      | Slavia Prague       |
| 15  | Milieu    | Marek Jankulovski | 9 mai 1977               | 0      | Baník Ostrava       |
| 16  | Gardien   | Ladislav Maier    | 4 janvier 1966           | 6      | Rapid Vienne        |
| 17  | Attaquant | Vladimír Šmicer   | 24 mai 1973              | 42     | Liverpool           |
| 18  | Défenseur | Jiří Novotný      | 7 avril 1970             | 24     | Sparta Prague       |
| 19  | Défenseur | Karel Rada        | 2 mars 1971              | 43     | Slavia Prague       |
| 20  | Milieu    | Patrik Berger     | 10 novembre 1973         | 39     | Liverpool           |
| 21  | Défenseur | Petr Gabriel      | 17 mai 1973              | 8      | Sparta Prague       |
| 22  | Gardien   | Jaromír Blažek    | 29 décembre 1972         | 0      | Sparta Prague       |

### Roumanie
Sélectionneur : Emeric Jenei
| No. | Pos.      | Joueur             | Date de naissance et âge | Sélec. | Club                  |
| --- | --------- | ------------------ | ------------------------ | ------ | --------------------- |
| 1   | Gardien   | Bogdan Lobonţ      | 18 janvier 1978          | 10     | Ajax Amsterdam        |
| 2   | Défenseur | Dan Petrescu       | 22 décembre 1967         | 89     | Chelsea               |
| 3   | Défenseur | Liviu Ciobotariu   | 26 mars 1971             | 22     | Standard de Liège     |
| 4   | Défenseur | Iulian Filipescu   | 29 mars 1974             | 34     | Betis Séville         |
| 5   | Milieu    | Constantin Gâlcă   | 8 mars 1972              | 54     | Espanyol Barcelone    |
| 6   | Défenseur | Gheorghe Popescu   | 9 octobre 1967           | 98     | Galatasaray           |
| 7   | Attaquant | Adrian Mutu        | 8 janvier 1979           | 4      | Inter de Milan        |
| 8   | Milieu    | Dorinel Munteanu   | 25 juin 1968             | 86     | VfL Wolfsbourg        |
| 9   | Attaquant | Viorel Moldovan    | 8 juillet 1972           | 48     | Fenerbahçe            |
| 10  | Milieu    | Gheorghe Hagi      | 5 février 1965           | 122    | Galatasaray           |
| 11  | Attaquant | Adrian Ilie        | 20 avril 1974            | 34     | Valence CF            |
| 12  | Gardien   | Bogdan Stelea      | 5 décembre 1967          | 65     | UD Salamanque         |
| 13  | Défenseur | Cristian Chivu     | 26 octobre 1980          | 3      | Ajax Amsterdam        |
| 14  | Milieu    | Florentin Petre    | 15 janvier 1976          | 15     | Dinamo Bucarest       |
| 15  | Milieu    | Ioan Lupescu       | 9 décembre 1968          | 68     | Dinamo Bucarest       |
| 16  | Milieu    | Laurenţiu Roşu     | 26 octobre 1975          | 12     | Steaua Bucarest       |
| 17  | Défenseur | Miodrag Belodedici | 20 mai 1964              | 50     | Steaua Bucarest       |
| 18  | Attaquant | Ioan Viorel Ganea  | 10 août 1973             | 12     | VfB Stuttgart         |
| 19  | Milieu    | Erik Lincar        | 18 février 1974          | 3      | Steaua Bucarest       |
| 20  | Milieu    | Cătălin Hîldan     | 3 février 1976           | 5      | Dinamo Bucarest       |
| 21  | Gardien   | Florin Prunea      | 8 août 1968              | 36     | Universitatea Craiova |
| 22  | Défenseur | Cosmin Contra      | 15 décembre 1975         | 12     | Deportivo Alavés      |

### Slovénie
Sélectionneur : Srečko Katanec
| No. | Pos.      | Joueur           | Date de naissance et âge | Sélec. | Club                     |
| --- | --------- | ---------------- | ------------------------ | ------ | ------------------------ |
| 1   | Gardien   | Marko Simeunovič | 6 décembre 1967          | 26     | NK Maribor               |
| 2   | Défenseur | Spasoje Bulajič  | 24 novembre 1975         | 8      | FC Cologne               |
| 3   | Défenseur | Željko Milinovič | 22 avril 1976            | 16     | LASK Linz                |
| 4   | Défenseur | Darko Milanič    | 18 décembre 1967         | 40     | Sturm Graz               |
| 5   | Défenseur | Marinko Galič    | 22 avril 1970            | 50     | NK Maribor               |
| 6   | Défenseur | Aleksander Knavs | 5 décembre 1975          | 21     | Tirol Innsbruck          |
| 7   | Milieu    | Džoni Novak      | 4 septembre 1969         | 47     | CS Sedan                 |
| 8   | Défenseur | Aleš Čeh         | 7 avril 1968             | 51     | Grazer AK                |
| 9   | Attaquant | Sašo Udovič      | 13 décembre 1968         | 37     | LASK Linz                |
| 10  | Milieu    | Zlatko Zahovič   | 1er février 1971         | 46     | Olympiakos               |
| 11  | Milieu    | Miran Pavlin     | 8 octobre 1971           | 24     | Karlsruher               |
| 12  | Gardien   | Mladen Dabanovič | 13 septembre 1971        | 12     | KSC Lokeren              |
| 13  | Milieu    | Mladen Rudonja   | 26 juillet 1971          | 37     | Saint-Trond VV           |
| 14  | Défenseur | Saša Gajser      | 11 février 1974          | 5      | KAA La Gantoise          |
| 15  | Milieu    | Rudi Istenič     | 10 janvier 1971          | 17     | KFC Uerdingen 05         |
| 16  | Défenseur | Anton Žlogar     | 24 janvier 1977          | 1      | ND Gorica                |
| 17  | Attaquant | Ermin Šiljak     | 11 mai 1973              | 19     | Servette de Genève       |
| 18  | Attaquant | Milenko Ačimovič | 15 février 1977          | 20     | Étoile rouge de Belgrade |
| 19  | Défenseur | Amir Karić       | 31 décembre 1977         | 24     | NK Maribor               |
| 20  | Attaquant | Milan Osterc     | 4 juillet 1975           | 20     | NK Olimpija Ljubljana    |
| 21  | Milieu    | Zoran Pavlovič   | 27 juin 1976             | 4      | Dinamo Zagreb            |
| 22  | Gardien   | Dejan Nemec      | 1er mars 1977            | 0      | NK Mura                  |

### Suède
Sélectionneurs : Lars Lagerbäck et Tommy Söderberg
| No. | Pos.      | Joueur               | Date de naissance et âge | Sélec. | Club                |
| --- | --------- | -------------------- | ------------------------ | ------ | ------------------- |
| 1   | Gardien   | Magnus Hedman        | 19 mars 1973             | 23     | Coventry City       |
| 2   | Défenseur | Roland Nilsson       | 27 novembre 1963         | 112    | Helsingborgs IF     |
| 3   | Défenseur | Patrik Andersson     | 18 août 1971             | 77     | Bayern de Munich    |
| 4   | Défenseur | Joachim Björklund    | 15 mars 1971             | 73     | Valence CF          |
| 5   | Défenseur | Teddy Lučić          | 15 avril 1973            | 30     | AIK Solna           |
| 6   | Défenseur | Gary Sundgren        | 25 octobre 1967          | 28     | Real Saragosse      |
| 7   | Milieu    | Håkan Mild           | 14 juin 1971             | 56     | IFK Göteborg        |
| 8   | Défenseur | Tomas Antonelius     | 7 mai 1973               | 2      | Coventry City       |
| 9   | Milieu    | Fredrik Ljungberg    | 16 avril 1977            | 15     | Arsenal             |
| 10  | Attaquant | Jörgen Pettersson    | 29 mai 1975              | 24     | FC Kaiserslautern   |
| 11  | Milieu    | Niclas Alexandersson | 29 décembre 1971         | 42     | Sheffield Wednesday |
| 12  | Gardien   | Magnus Kihlstedt     | 29 février 1972          | 6      | Brann Bergen        |
| 13  | Milieu    | Magnus Svensson      | 10 mars 1969             | 12     | Brøndby IF          |
| 14  | Milieu    | Olof Mellberg        | 3 septembre 1977         | 4      | Racing Santander    |
| 15  | Milieu    | Daniel Andersson     | 28 août 1977             | 20     | AS Bari             |
| 16  | Milieu    | Anders Andersson     | 15 mars 1974             | 13     | AaB Ålborg          |
| 17  | Milieu    | Johan Mjällby        | 9 février 1971           | 19     | Celtic Glasgow      |
| 18  | Attaquant | Yksel Osmanovski     | 24 février 1977          | 5      | AS Bari             |
| 19  | Attaquant | Kennet Andersson     | 6 octobre 1967           | 76     | Bologne FC          |
| 20  | Attaquant | Henrik Larsson       | 20 septembre 1971        | 48     | Celtic Glasgow      |
| 21  | Attaquant | Marcus Allbäck       | 5 juillet 1973           | 4      | Örgryte IS          |
| 22  | Gardien   | Mattias Asper        | 20 mars 1974             | 2      | AIK Solna           |

### Turquie
Sélectionneur : Mustafa Denizli
| No. | Pos.      | Joueur            | Date de naissance et âge | Sélec. | Club            |
| --- | --------- | ----------------- | ------------------------ | ------ | --------------- |
| 1   | Gardien   | Rüştü Reçber      | 10 mai 1973              | 42     | Fenerbahçe      |
| 2   | Milieu    | Tayfur Havutçu    | 23 avril 1970            | 22     | Beşiktaş        |
| 3   | Défenseur | Ogün Temizkanoğlu | 6 octobre 1969           | 60     | Fenerbahçe      |
| 4   | Défenseur | Fatih Akyel       | 26 décembre 1977         | 14     | Galatasaray     |
| 5   | Défenseur | Alpay Özalan      | 29 mai 1973              | 45     | Fenerbahçe      |
| 6   | Attaquant | Arif Erdem        | 2 janvier 1972           | 33     | Galatasaray     |
| 7   | Milieu    | Okan Buruk        | 19 octobre 1973          | 10     | Galatasaray     |
| 8   | Milieu    | Tugay Kerimoğlu   | 24 août 1970             | 56     | Glasgow Rangers |
| 9   | Attaquant | Hakan Şükür       | 1er septembre 1971       | 53     | Galatasaray     |
| 10  | Milieu    | Sergen Yalçın     | 5 octobre 1972           | 29     | Galatasaray     |
| 11  | Défenseur | Tayfun Korkut     | 2 avril 1974             | 23     | Fenerbahçe      |
| 12  | Gardien   | Ömer Çatkıç       | 15 janvier 1974          | 0      | Gaziantepspor   |
| 13  | Défenseur | Osman Özköylü     | 26 août 1971             | 11     | Trabzonspor     |
| 14  | Défenseur | Suat Kaya         | 26 août 1967             | 7      | Galatasaray     |
| 15  | Milieu    | Muzzy Izzet       | 31 octobre 1974          | 0      | Leicester City  |
| 16  | Défenseur | Ergün Penbe       | 17 mai 1972              | 4      | Galatasaray     |
| 17  | Attaquant | Oktay Derelioğlu  | 17 décembre 1975         | 13     | Gaziantepspor   |
| 18  | Milieu    | Ayhan Akman       | 23 février 1977          | 6      | Beşiktaş        |
| 19  | Défenseur | Abdullah Ercan    | 8 décembre 1971          | 52     | Fenerbahçe      |
| 20  | Milieu    | Hakan Ünsal       | 14 mai 1973              | 13     | Galatasaray     |
| 21  | Gardien   | Fevzi Tuncay      | 14 juillet 1977          | 1      | Beşiktaş        |
| 22  | Défenseur | Ümit Davala       | 30 juillet 1973          | 7      | Galatasaray     |